# 白根元
白根 元（しらね げん、Gen Shirane, 1924年5月15日 - 2005年1月16日）は、日本出身の物理学者。強誘電体や中性子散乱などの研究で知られ、生涯の過半をアメリカで過ごした。原著論文は700報以上に上る。兵庫県西宮市出身。

## 生涯
東京大学工学部を卒業後、東京工業大学で高木豊らとともに強誘電体の研究に従事した。ジルコン酸鉛の発見で注目され、渡米してペンシルベニア州立大学で強誘電体の研究を行なった。一時帰国した後、再び渡米してブルックヘブン国立研究所に移った。同所の高速中性子炉を用いて、中性子散乱の研究を亡くなるまで行なっていた。
3軸中性子分光法において重要な「分解能指数」という概念を確立し、ソフトフォノンや分子性導体、マグノンなどの研究を行なった。1960年頃から外国の研究者を招聘して共同研究にあたり、1980年代には「日米協力中性子散乱研究事業」のアメリカ側代表として来日している。これらの功績から、1973年にオリバー・E・バックリー凝縮系賞、2003年に日本中性子科学会功績賞を贈られた。2005年にニューヨーク州サフォーク郡で死去した。